# Station San Candido-Innichen
Station San Candido-Innichen is een spoorwegstation aan het einde van de Pustertalspoorlijn en het begin van de Drautalspoorlijn in de gemeente Innichen (San Candido) (Italië-Zuid-Tirol).
In het station San Candido-Innichen bevindt zich een spanningssluis waar beide spanningssoorten (3kv gelijkstroom voor het Italiaanse en 15kv wisselstroom voor het Oostenrijkse stroomnet) van elkaar gescheiden blijven. Op dit deel is een bovenleiding zonder spanning aanwezig. De elektrische locomotieven worden hier met een diesellocomotief of een elektrische meerspanninglocomotief gerangeerd.
De stationsnaam wordt volgens de regels van Trenitalia in het Italiaans aangegeven, gevolgd door het Duits als lokale taal.

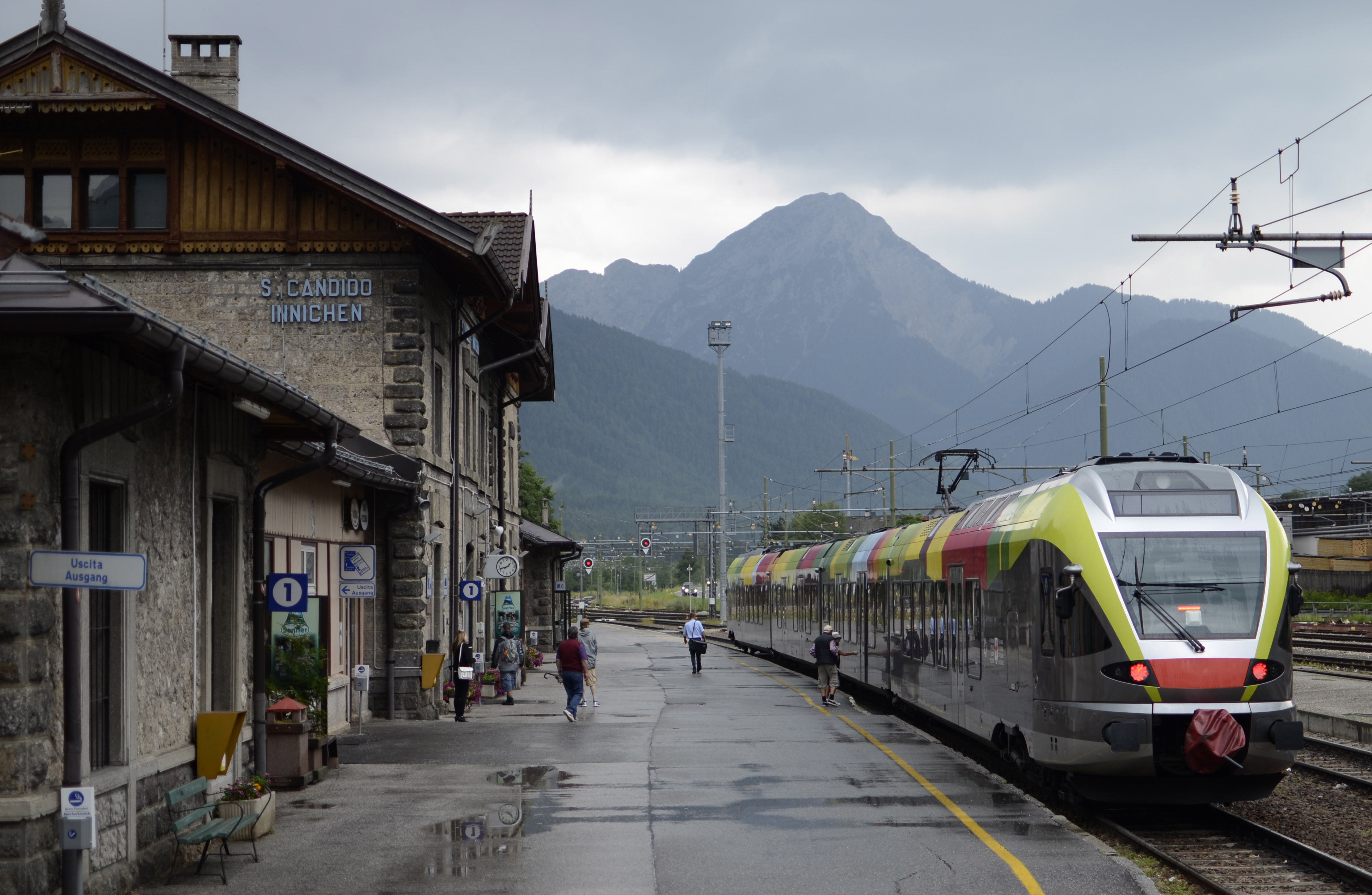
Een Stadler Flirt aan het station.